# El Alcázar (España)
El Alcázar fue un periódico español editado con carácter diario, entre 1936 y 1987. 
Nacido originalmente durante el asedio del Alcázar de Toledo, tras el final de la Guerra civil pasó a editarse en Madrid. Enmarcado dentro de la llamada prensa «independiente», durante la década de 1960 fue uno de los principales periódicos editados en Madrid, alcanzando importantes tiradas. Con posterioridad, tras la muerte de Franco se convirtió en uno de los principales medios de la extrema derecha para jalear la posibilidad de un golpe de Estado contra la transición democrática.

## Historia

### Fundación y primeros años
El periódico fue originalmente fundado en julio de 1936 —durante el asedio del Alcázar de Toledo— por el comandante de Infantería Víctor Martínez Simancas. El primer número apareció el 26 de julio de 1936, y continuaría editándose hasta el 27 de septiembre de 1936, cuando publicó su último número —el 63—.
Su cese coincidió con la conquista de Toledo por las fuerzas sublevadas y la liberación de los sitiados del Alcázar. Sin embargo, volvió a editarse nuevamente a partir del 28 de septiembre, continuando la numeración del diario editado durante el asedio. A partir de ese momento se convierte por unos meses en órgano de los requetés por iniciativa del capitán Aurelio José González de Gregorio, siendo su primer director Jorge Claramunt, para pasar a ser el «Diario del frente de Madrid». Finalizada la guerra civil española, el ministro de la Gobernación Ramón Serrano Suñer autorizó el 14 de mayo de 1939 el traslado de El Alcázar a Madrid con la indicación expresa de salir por las tardes e incorporar a su plantilla el personal de los antiguos periódicos La Nación y El Siglo Futuro. El 19 de junio de 1939 aparece el primer número de El Alcázar editado en Madrid.
Estas imposiciones lastran al diario con un exceso de personal (contaba con el doble de redactores que el resto), que además mantiene una dura competencia con otros diarios vespertinos madrileños, como Informaciones, Madrid, Pueblo. Además, se produjeron diversos enfrentamientos entre el director Jesús Evaristo Casariego y la empresa (el general José Moscardó y la Hermandad de Nuestra Señora Santa María del Alcázar). Coincidiendo con los años de la Segunda Guerra Mundial, el diario mantuvo una línea editorial católica, tradicionalista y «violentamente antisoviética», contando una circulación de 45.000 ejemplares.
A principios de 1945 alquilan el diario a un grupo encabezado por Ramón Sierra Bustamante (periodista y exgobernador civil de Guipúzcoa), que pasa a ser el nuevo director. El intento fracasa y el 12 de octubre de 1945 la empresa Papelera Española embargó la cabecera El Alcázar por impago del papel consumido. Es la primera vez que no aparece desde su fundación. Reaparece el 16 de octubre, gracias a las gestiones de la Hermandad y de los redactores, que abonan parte de la deuda y logran un aplazamiento. La Editorial Católica, en cuyos talleres se imprime, concede también un aplazamiento en su deuda y sigue imprimiéndolo.

### Cooperativa El Alcázar
Dado que ninguna empresa quiere un negocio ruinoso, y la Hermandad carece de medios, los redactores se constituyen en sociedad cooperativa el 9 de noviembre de 1945. En 1946 el entonces director José de las Casas solicita una ayuda al Estado que les permite saldar la deuda con la Papelera Española y seguir publicando durante 1947, pero la deuda con Editorial Católica continúa, por lo que el 1 de diciembre de 1947 se traslada la redacción a la sede del diario Arriba en la calle de Larra 14, imprimiéndose desde entonces en sus talleres. La administración sigue en la calle de Alfonso XI 4 (sede también de la redacción del diario Ya). Sobre ello publican con humor: «Es que hemos cambiado de domicilio. Así, en 24 horas. Tenemos mucha influencia. Ya no estamos donde estábamos. Hemos ganado altura. Estamos Arriba...». Esteban Pérez González, vocal del Consejo Superior de Cooperación, es el asesor letrado de la cooperativa.
Esto no resuelve los problemas económicos. El periódico se ve limitado por tener que depender de la Hermandad y de la Unión Nacional de Cooperativas, lo que les estrecha aún más el escaso margen que daba el Régimen, y las ventas siguen a la baja (mientras que el resto de diarios madrileños ven incrementar sus ventas de 1946 a 1948, El Alcázar baja de 10.359 a 7.501 ejemplares). En enero de 1949, José Moscardó y la Hermandad llegan a un acuerdo para ceder la cabecera a Jesús Obregón, Carlos Pinilla y Agustín Pujol, que fundarán Prensa y Ediciones (PESA), en la que participarán, además de Carlos Pinilla, José María Fernández "El Pontico" y algunos miembros del Opus Dei. Dicha empresa editará el diario hasta el 27 de septiembre de 1968, en que por orden gubernamental vuelve a la Hermandad.

### Tardofranquismo y transición
Carlos Soria, que había asumido el cargo de consejero delegado del diario, ofreció a José Luis Cebrián Boné, la dirección del diario.Con su llegada a la dirección en 1963, el diario adoptó una lídea editorial más abierta y liberal. Cebrían convirtió al diario vespertino en un diario popular, que practicaba —según decía el propio Cebrián— un periodismo 3D: dinámico, documentado y divertido. Durante un corto periodo entre 1966 y 1968, El Alcázar se abrió a las tendencias aperturistas dentro del régimen franquista y formó parte de la llamada «prensa independiente» junto con el diario Madrid y el Nuevo Diario. Fue en esta etapa cuando El Alcázar cosechó su mayor éxito de público, alcanzando un promedio de 110 000 ejemplares por tirada en 1968. Las claves de su éxito fueron su diseño innovador y atractivo (que incluía el suplemento juvenil Chío), sus reportajes sobre política internacional, sus promociones y su línea editorial independiente. Sin embargo, fue precisamente por esto último que el rotativo fue incautado de nuevo por la Prensa del Movimiento en 1968 (teniendo ahora como director a Lucio del Álamo) y volviendo a acercarse a la línea dura del régimen. Al año siguiente, Girón, Milans del Bosch y Miguel Moscardó adquirieron el periódico.
Desde 1971 el diario estuvo dirigido por Antonio Gibello. En 1975, el periódico fue adquirido por la Confederación Nacional de Hermandades de Excombatientes y, tras la muerte de Francisco Franco, se convirtió en el medio de expresión del llamado Búnker, el grupo de dirigentes, militares y exmilitares franquistas opuestos a la transición a la democracia. Este periodo coincidió con el cierre del diario oficialista Arriba, que supuso que el ya ultraderechista El Alcázar ocupase su lugar como periódico de los simpatizantes falangistas, y que además se consolidase en el rol de principal diario de la extrema derecha. También llegó a rivalizar con el diario ultraderechista El Imparcial.
Entre 1980 y 1981 El Alcázar publicó artículos del colectivo «Almendros», entre los que no faltaban las arengas en favor de un golpe de Estado. En estos años el director del diario fue Antonio Izquierdo —entre 1977 y 1987—, que tras la disolución de Fuerza Nueva empleó el diario para promocionar el partido Juntas Españolas.

### Desaparición
El periódico cerró en 1987 como resultado de su falta de medios financieros para subsistir, provocada principalmente por el declive del número de lectores y por la discriminación en materia de publicidad institucional que sufrió. Dicha discriminación fue reconocida mediante una sentencia del Tribunal Supremo en 1994 en la que se otorgaba el derecho a una indemnización de 2.958.395.142 pesetas a costa del Estado a favor de la empresa editora. Sin embargo, el periódico, una vez cerrado, ya no volvió a editarse, empleándose el dinero recibido para pagar a los acreedores. El último editor de El Alcázar fue Félix Martialay, quien en 1991 fundó el semanario La Nación.

## Colaboradores
A lo largo de su historia entre los directores, redactores y colaboradores, pasaron por el diario José Luis Navas, Jorge Claramunt, Jesús Evaristo Casariego, Jesús Ercilla, José Molina Plata, Jesús María Zuloaga, José Luis Cebrián Boné, Lucio del Álamo, Antonio Gibello, Antonio Izquierdo, Fernando Vizcaíno Casas, Enrique Jardiel Poncela, Manuel Penella de Silva corresponsal en la Alemania nazi, Rafael García Serrano, Eduardo García Serrano, Ismael Herraiz, Joaquín Aguirre Bellver, Luis de Castresana, Waldo de Mier, Luis Climent Cicujano, Antonio D. Olano, José Antonio Gurriarán, Alfonso Sánchez Martínez, Germán Lopezarias, Ángel Ruiz Ayúcar, Alfonso Paso, «Yale» o Manuel Díez Crespo, Fernando Sánchez Dragó.